# Груповий секс

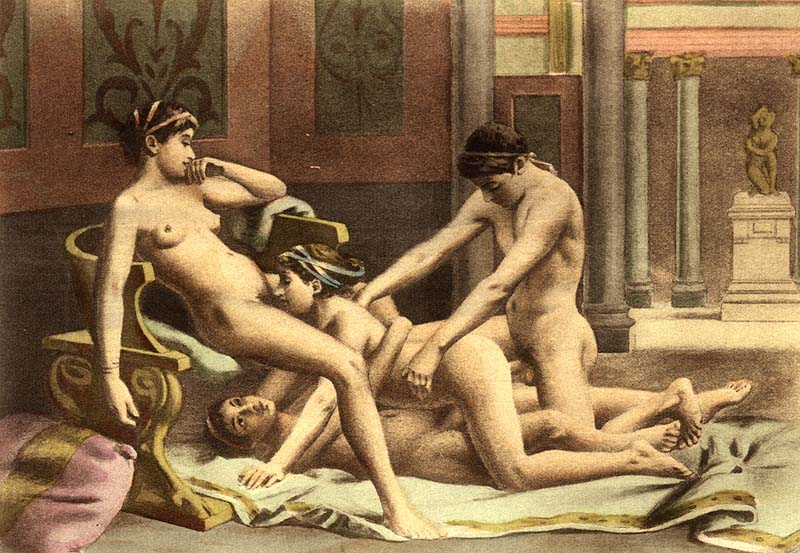
Із альбому «Сцени кохання». Едуард-Анрі Авріль

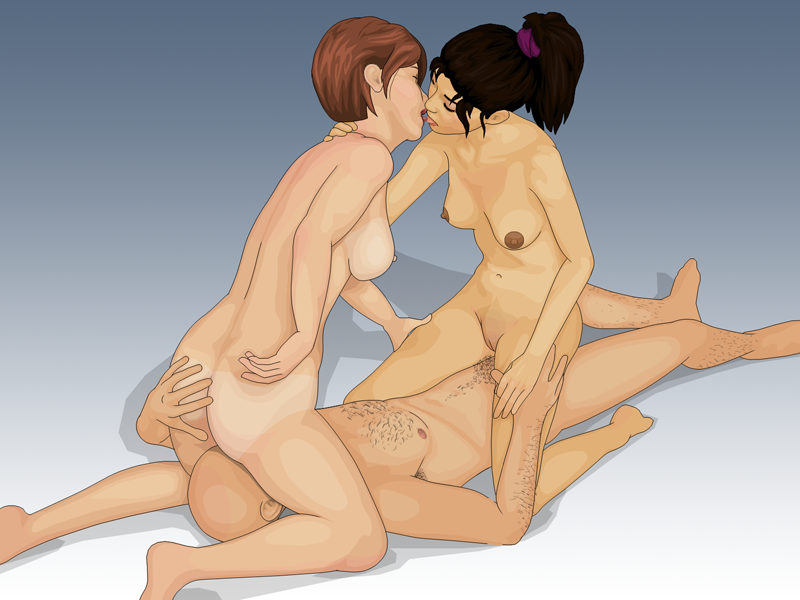
Груповий секс ЖЧЖ

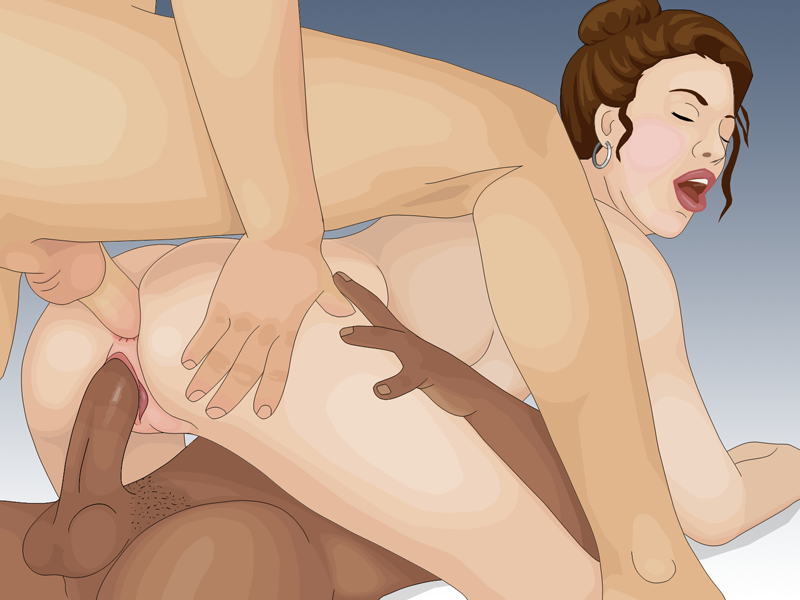
Подвійне проникнення

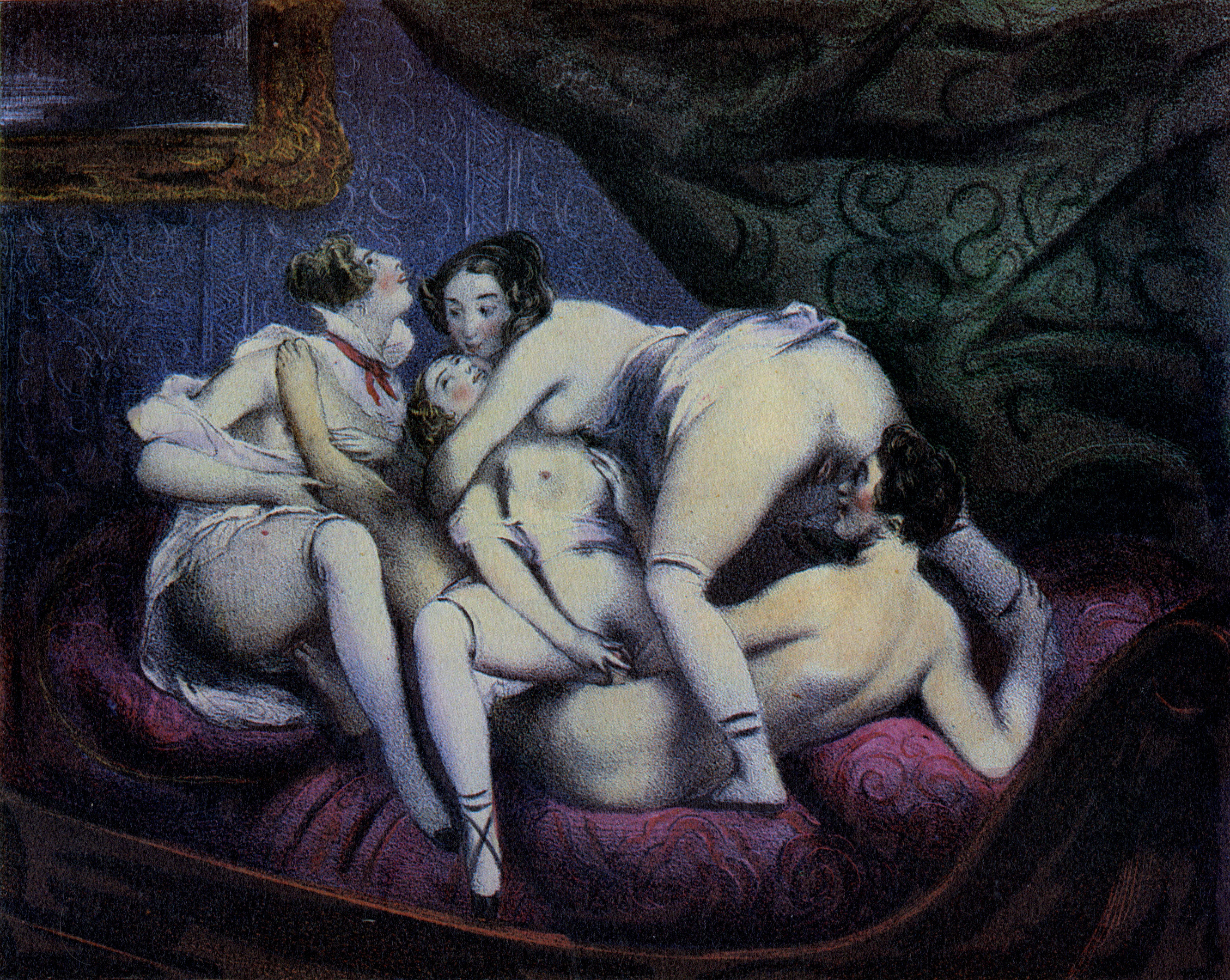
«Гаміані або дві ночі ексцесів». Автор Ашіль Деверіа, 1833

Групови́й секс — це форма сексуальної практики, в якій беруть участь більш як дві людини одночасно. Будь-яка сексуальна поведінка, що практикується двома людьми, може бути частиною групового сексу, також як і деякі форми сексуальної поведінки, можливі тільки при наявності кількох учасників(-ць).

## Види

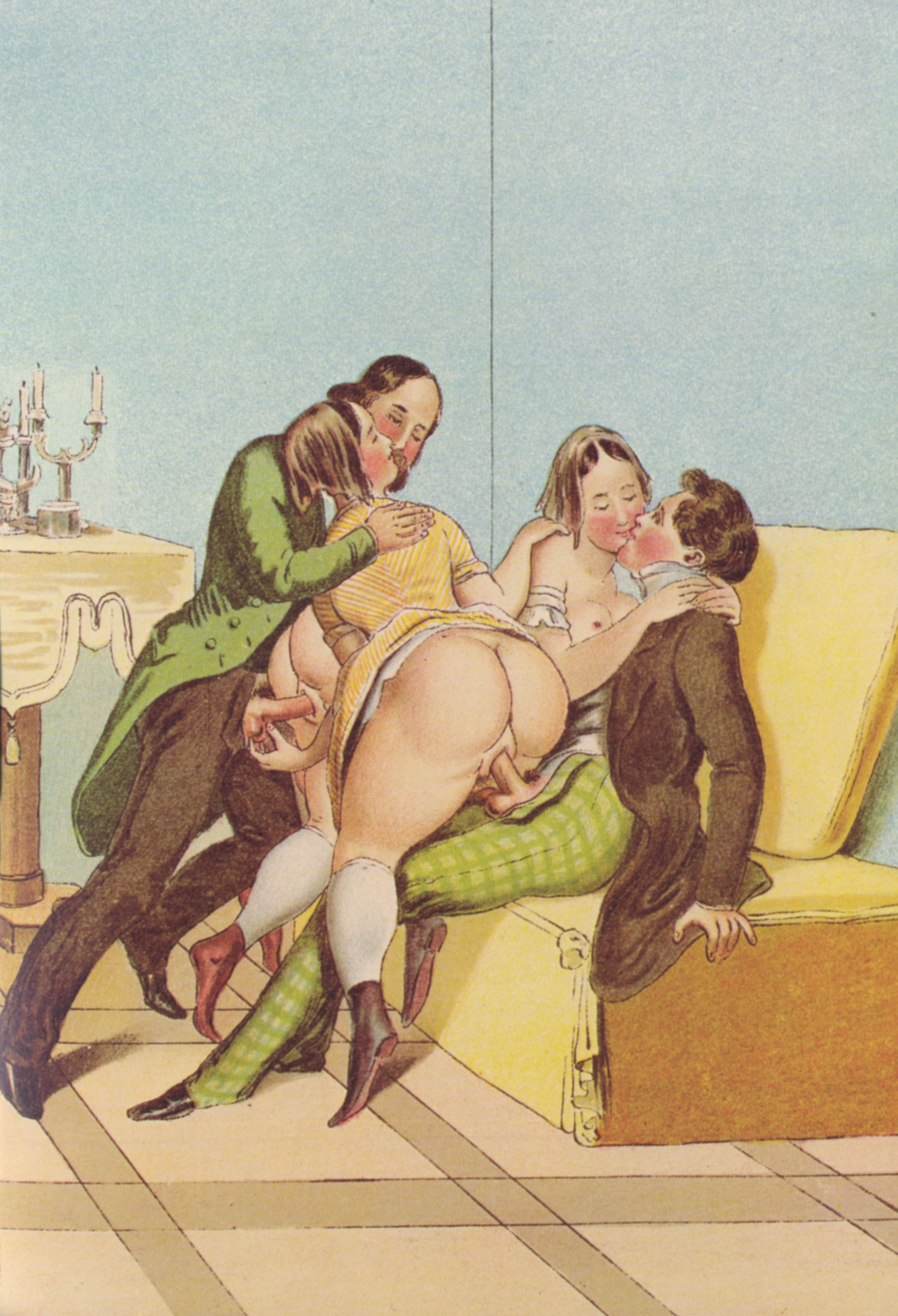
Перехресний поцілунок. Автор Петер Фенді, 19 ст.

Груповий секс може відбуватися між людьми різних статей і сексуальних орієнтацій (гетеросексуальної, гомосексуальної та бісексуальної).
Для зручності серед практикуючих груповий секс виникла система позначень його різновидів, що складається з комбінації букв Ч (чоловік) та Ж (жінка). Наприклад:
- ЧЖЧ — це секс 2 чоловіків з однією жінкою,
- ЧЧЖ — секс 2 бісексуальних чоловіків з однією жінкою,
- ЖЧЖ — секс 2 жінок з одним чоловіком,
- ЧЖЖ — секс 2 бісексуальних жінок з одним чоловіком,
- ЧЧЧ — троє чоловіків,
- ЖЖЖ — троє жінок,
- ЖЧЖЧ — дві жінки з двома чоловіками.

Також поширений латинізований варіант системи, з літерами M і F (англ. male (самець) і англ. female (самка)), що дають комбінації типу MFF, MMF, MMM, FFF, MFMF.

## Безпека
До групового сексу відносяться ті ж вимоги безпечного сексу, оскільки при збільшенні кількості осіб ризики зростають для всіх. Крім того, люди, які практикують груповий секс, можуть мати більше сексуальних партнерів(-ок), і з цієї причини можуть бути більш схильні до ризику хвороб, що передаються статевим шляхом, ніж люди, що мають меншу кількість сексуальних партнерів.

## Позиції
Для трійки (тріо) (англ. threesome):
- Одна людина займається оральним сексом з іншою, у той час, як вони беруть участь в пасивному анальному або вагінальному проникненні з іншим партнером. Іноді його ще називають рожні.
- 369 позиція: дві людини займаються оральним сексом у позиції 69, а третя проникає в одну з них; зазвичай згори щодо особи, яка згори в 69 позиції.
- Чоловік має вагінальний або анальний секс з однією особою, у той час в його анальний отвір входить інша (можливо зі страпоном, фалоімітатором).
- Три особи лежать або стоять паралельно, одна між двома іншими, і здійснюють подвійне проникнення. Іноді його ще називають бутерброд.
- Дві особи мають вагінальний або анальний секс одна з одною, і одна або обидві — оральний секс з третьою.
- Три людини виконують оральний секс в трикутній конфігурації, зазвичай званий «ланцюжком»;
- Для четвірки (квартет) (англ. foursome) — 469 для чотирьох осіб: дві людини виконують оральний секс 69, третя і четверта проникають в цих двох, схоже на 369, з додаванням четвертої людини.

Для багатьох учасників (генг-бенг, оргія)
Позиції для будь-якої кількості учасників:
- Група чоловіків мастурбує;
- Група чоловіків еякулює на обличчя однієї людини (буккаке);
- Група чоловіків чи жінок, всі з яких виконують орал з наступним, називається ланцюжком.

## Значення в суспільстві
В християнській культурі груповий секс розцінюється як «звальний гріх»[неавторитетне джерело]. У більшості країн світу це явище підлягає негласному і гласному осуду, але водночас в них можуть існувати легальні лайф-стайл клуби для свінгерів, де громадяни збираються для групового сексу.
Однак у давніх народних культах (язичництво) груповий секс часто містив сакральний і магічний зміст, організовувався жерцями й служив як жертвопринесення богиням. Зокрема в Греції такі обряди називались вакханалія, в Індії — чакра-пуджа. Судячи із багатьох пам'яток мистецтва, на яких збережено групові еротичні сцени, він мав певну вагу у давніх суспільствах. Зокрема відомі барельєфи на храмі Кхаджураго, в Європі знайдено зображення на посуді.
Вагомий внесок в змалювання групового сексу зробили французькі художники Авріль, Деверіа, Фенді, Мартін ван Маеле, Теодор Жеріко також Роулендсон, Герда Вегенер, Корнеліс ван Гарлем, Беккер, Август Левек, Генрі Фюзелі. Відомо також еротичні алфавіти 1880 р., який створив Жозеф Апу (Joseph Apoux) та Меркуров 1931 р.